# Kennesaw State Owls

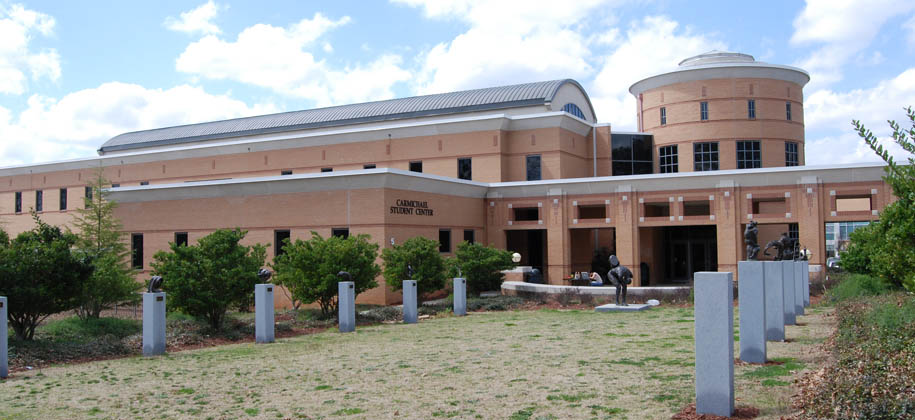
KSU Student Center

Kennesaw State Owls (español: Búhos de la Estatal de Kennesaw) es el nombre de los equipos deportivos de la Universidad Estatal de Kennesaw, situada en Kennesaw, Georgia. Los equipos de los Owls participan en las competiciones universitarias organizadas por la NCAA, y forman parte de la Atlantic Sun Conference excepto en fútbol americano, que compite en la Big South Conference. A los equipos femeninos se les denomina Lady Owls.
Compite en la División I de la NCAA desde 2006. Entre 1995 y 2005 compitió en la División II, y anteriormente, entre 1984 y 1994, en la NAIA.

## Apodo
Las actividades deportivas de la universidad comenzaron en el año 1982 con el baloncesto femenino. Se eligió el apodo de Owls (búhos) por combinar el animal la tenacidad del ave de presa con la inteligencia y el ingenio que se asocian a dicho animal. La mascota de los Owls se llama Scrappy, y fue creada en 1996.

## Programa deportivo
Los Owls participan en las siguientes modalidades deportivas:
| - Masculino - Atletismo - Atletismo en pista cubierta - Béisbol - Baloncesto - Cross - Fútbol americano - Golf - Tenis | - Femenino - Atletismo - Atletismo en pista cubierta - Baloncesto - Cross - Golf - Fútbol - Lacrosse - Softball - Tenis - Voleibol |

## Campeonatos nacionales
Todos los títulos nacionales han sido conseguidos en la División II de la NCAA:
- 2 en softball (1995 y 1996)
- 1 en béisbol (1996)
- 1 en fútbol femenino (2003)
- 1 en baloncesto masculino (2004)